# Lacombe (Luizjana)
Lacombe – jednostka osadnicza w Stanach Zjednoczonych, w stanie Luizjana, w parafii St. Tammany.